# Mohamad Mochtar
Mohamad Mochtar (1er juillet 1918 — 1er décembre 1981), habituellement appelé Moh Mochtar, est un acteur indonésien actif de 1939 à 1981.

## Biographie

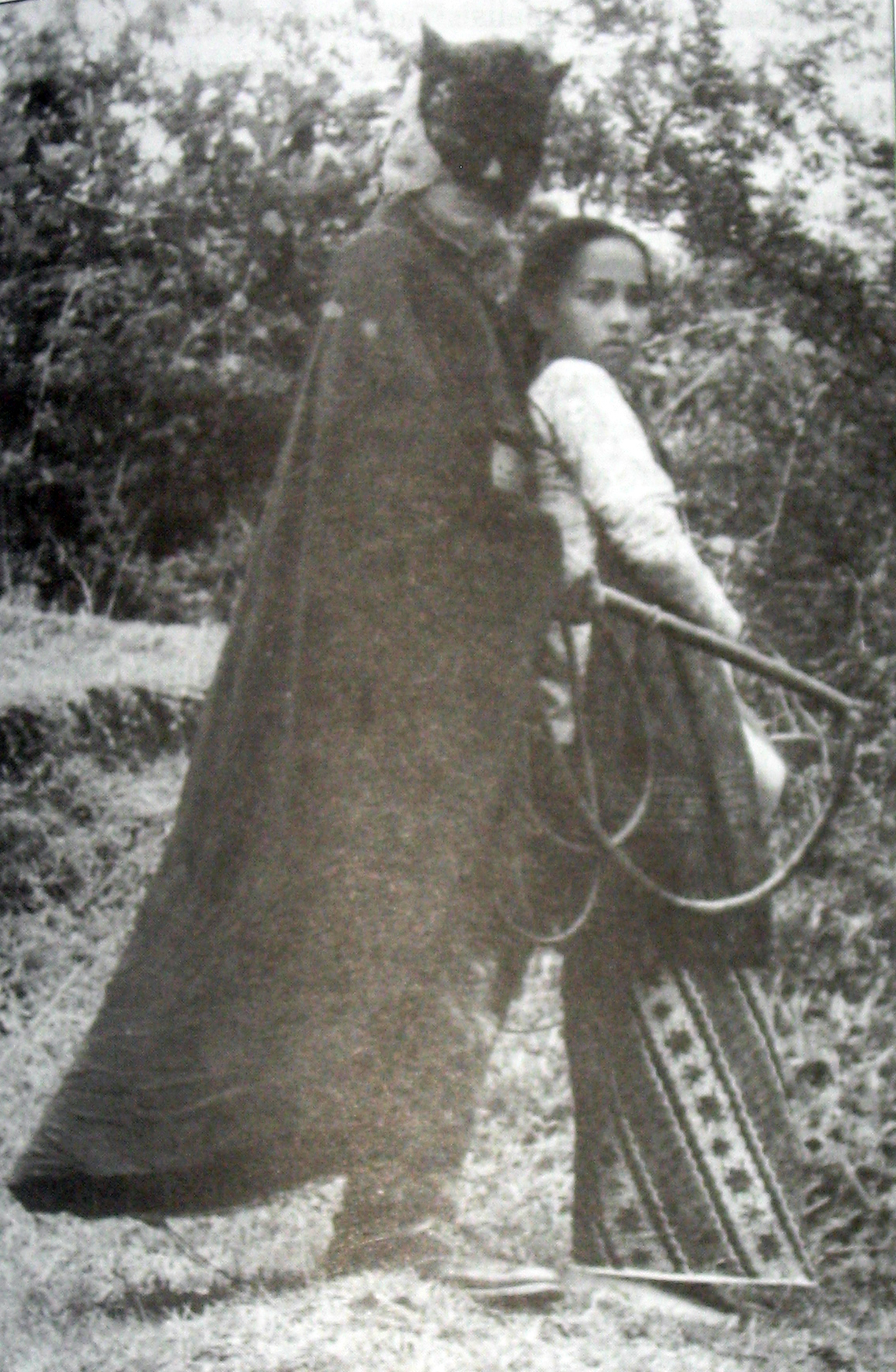
Mohamad Mochtar et Hadidjah dans '

Mochtar nait à Cianjur, Java occidental, Indes néerlandaises, le 1er juillet 1918. Il abandonne l'école en première année de Meer Uitgebreid Lager Onderwijs (en). Quelque temps après il est engagé par la compagnie théâtrale Miss Riboet's Orion (en) pour leur équipe de football. Mochtar est ensuite invité à se produire sur scène,. À la fin des années 1930, il est expert en silat.
En 1939 Mochtar rencontre The Teng Chun (en), propriétaire et directeur de la Java Industrial Film (JIF), chez un barbier. Mochtar est engagé pour jouer avec Hadidjah dans le film JUF à venir Alang-Alang (en). The Teng Chun souhaite que Mohamad Mochtar et Hadidjah deviennent des concurrents de Roekiah et Rd Mochtar qui étaient devenus un couple de scène populaire avec les films Terang Boelan (1937) et Fatima (en) (1938). Alang-Alang est un succès et Mohamad Mochtar est surnommé le Tarzan de Java.
Ce succès amène Hadidjah et Mochtar à jouer des rôles romantiques dans cinq autres de la JIF. En 1940, Mochtar apparait dans Matjan Berbisik (en), puis dans Rentjong Atjeh (en). En 1941 le couple joue encore dans trois autres films : Srigala Item (en), Si Gomar (en) et Singa Laoet. En plus de ses rôles avec Hadidjah, Mochtar joue dans plusieurs films de Action Films, une filiale de JIF, dont Srigala Item (en) et Tengkorak Hidoep (en) (tous eux en 1941). Grâce à ces films Mochtar devient un des acteurs le plus populaire des Indes, reconnu pour sa vitesse et son courage. Il joue ses propres cascades, dont des scènes où il saute d'une moto en mouvement dans un camion.
En mars 1942, l'occupation japonaise des Indes néerlandaises conduit à la fermeture de tous les studios, dont JIF. Mochtar devient un Heiho, un soldat local dans les forces japonaises, et joue dans des films de propagande (en) comme Berdjoang (en) (1943). L'Indonésie proclame son indépendance le 17 août 1945 et pendant deux ans aucun film de fiction n'est produit dans le pays. Mochtar joue dans son premier film après l'indépendance en 1949, dans Bengawan Solo (en).
Durant les années 1950 Mochtar joue dans divers films et est également le directeur de la photographie dans deux films. Il quitte l'industrie du cinéma en 1957. Il essaye de travailler dans une fabrique de chaussures puis essaye d'ouvrir son hôtel et son restaurant. En 1967 il retourne dans le cinéma, jouant dans Menjusurui Djedjak Berdarah ; ce rôle lui fait remporter un Citra en tant que Meilleur second rôle lors du festival du film indonésien en 1967. Après son retour au cinéma, Mochtar se concentre principalement dans les seconds rôles, jouant seulement des premiers rôles, dans Lampu Merah (1971) et Gara Gara (1973). Lors du festival du film indonésien en 1979 il reçoit un prix spécial, le Pikiran Rakyat Trophy, pour l'entièreté de sa carrière.
Mochtar meurt à (Jakarta le 1er décembre 1981.

## Filmographie
Durant sa carrière de 42 ans, Mochtar a joué dans 63 films. Il a également été directeur de la photographie de deux films.

### Acteur
| - Alang-Alang (en) (1939) - Rentjong Atjeh (en) (1940) - Dasima (en) (1940) - Matjan Berbisik (en) (1940) - Matula (1941) - Si Gomar (en) (1941) - Singa Laoet (1941) - Srigala Item (en) (1941) - Tengkorak Hidoep (en) (1941) - Boenga Sembodja (1942) - Poelo Inten (1942) - Berdjoang (1943) - Di Desa (1943) - Keseberang (1944) - Bengawan Solo (en) (1949) - Bantam (1950) - Pantai Bahagia (1950) - Terang Bulan (1950) - Tirtonadi (1950) - Air Mata Pengantin (1952) - Neng Yatimah (1953) - Timuriana (1953) - Djaja Merana (1954) - Sungai Darah (1954) - Bandar Djakarta (1955) - Korupsi (1956) - Teladan (1957) - Menjusuri Djedjak Berdarah (1967) - Djampang Mentjari Naga Hitam (1968) - Apa jang Kau Tjari, Palupi? (1969) - Kutukan Dewata (1970) - Samiun dan Dasima (1970) - Si Buta dari Gua Hantu (1970) | - Api Dibukit Menoreh (Gugurnya Tohpati) (1971) - La Tando di Toradja (1971) - Lampu Merah (1971) - Impas (0 x 0) (1971) - Pendekar Bambu Kuning (1971) - Pendekar Sumur Tudjuh (1971) - Perawan Buta (1971) - Mutiara dalam Lumpur (1972) - Salah Asuhan (en) (1972) - Gara-gara (1973) - Ratapan Anak Tiri (1973) - Anak yang Menderita (1974) - Pengorbanan (1974) - Sarah (1974) - Apa Salahku (1976) - Tanah Harapan (1976) - Ingin Cepat Kaya (Babi Jadi-jadian) (1976) - Mustika Ibu (1976) - Cobra (1977) - Terminal Terakhir (1977) - Tiada Seindah Cintamu (1977) - Pendekar Tangan Hitam (1977) - M-5 (Menantang Maut) (1978) - Pulau Cinta (1978) - Pacar Seorang Perjaka (1978) - Anak-anak Buangan (1979) - Ach yang Benerrr... (1979) - Detik-detik Cinta Menyentuh (1981) - Bunga Cinta Kasih (1981) - Apanya Dong (1983) |

### Directeur de la photographie
| - Air Mata Pengantin | - Tirtonadi (1950) |